# Gyda Christensen
Gyda Martha Kristine Christensen (de soltera Andersen ; 21 de mayo de 1872 – 20 de agosto de 1964) fue una actriz, bailarina, coreógrafa y directora general noruega.

## Biografía
Christensen nació en Kristiania (ahora Oslo), Noruega. Era la única hija de Ole Andersen y Cathrine Saabye. Recibió lecciones de música y canto durante la adolescencia.
Formó parte del conjunto del Christiania Theatre de 1894 a 1899 y nuevamente de 1920 a 1928, y del Nationaltheatret de 1899 a 1919. Ella desempeñó varios papeles importantes, la mayoría de las veces en el género ligero. Estuvo contratada como directora artística y de danza en Det Nye Teater de 1928 a 1945. De 1936 a 1939 fue directora artística del Nationaltheatret. En 1909 se convirtió en directora general de la escuela de ballet del Nationaltheatret. En 1937 dirigió la película To levende og en død con su yerno Tancred Ibsen.

## Vida personal
En 1893 se casó con el ingeniero Georg Monrad Krohn (1865-1934). Eran padres de la bailarina y actriz Lillebil Ibsen (1899-1989), casada con el director de cine Tancred Ibsen (1893-1978).
En 1905 se casó con el director de teatro Halfdan Christensen (1873-1950). En 1946 se casó con el líder político Carl Joachim Hambro (1885-1964).